# حسین قاسمی
حسین قاسمی از تهرانبازیکن سابق فوتبال ایران است.
وی عضو اولین تیم ملی فوتبال ایران در سال ۱۹۴۱ در مقابل تیم ملی فوتبال افغانستان بوده است.